# よこはまアイデアチャレンジ
よこはまアイデアチャレンジとは、ビジネスコンテストの1つで「横浜市で、誰しもが簡単に挑戦ができる土壌を醸成し、既成概念を突き破る若手起業家を輩出すること」を目的に行われているコンテスト。

## 歴史
第1回は2020年9月 - 2021年2月に開催された。第2回は2021年9月 - 2022年2月の予定である。第2回は、運営主体が「よこはまアイデアチャレンジ事務局」となり、横浜市経済局が後援している。